# Hans Ångsäter
Hans Henrik Ångsäter, född 21 februari 1925 i Ljusdal, Gävleborgs län, död 15 juli 2007 i Ljusdal, Gävleborgs län, var en svensk målare.
Han var son till hemmansägaren Henrik Andersson och Elida Redin. Ångsäter var som konstnär autodidakt. Separat ställde han ut på bland annat Ateljé H-Zeta 1955 och på Galleri Brinken samt Danderydsgården i Stockholm och på Swedish Club i San Francisco samt på Gästrike-Hälsinge nation i Uppsala. Hans konst består av ett naivistiskt figurmåleri där han har hämtat teman från bygderomantik och folkvisor. Ångsäter är representerad vid Hälsinglands museum, Folkets hus i Göteborg och Gästrike-Hälsinge nation i Uppsala.

### Fotnoter
1. ↑  Ångsäter, Henrik Sveriges dödbok 1901–2013.
2. ↑  Hans Ångsäter Dagens Nyheter 6 september 2007. Läst 18 juni 2017.